# Lithobius takashimai
Lithobius takashimai är en mångfotingart som beskrevs av Murakami 1963. Lithobius takashimai ingår i släktet Lithobius och familjen stenkrypare. Inga underarter finns listade i Catalogue of Life.